# Aphelandra lawranceae
Aphelandra lawranceae är en akantusväxtart som beskrevs av Emery Clarence Leonard. Aphelandra lawranceae ingår i släktet Aphelandra och familjen akantusväxter. Inga underarter finns listade i Catalogue of Life.